# Le Voyage (film, 1959)
Pour les articles homonymes, voir Le Voyage.
Pour plus de détails, voir Fiche technique et Distribution.
Le Voyage (titre original : The Journey) est un film américain réalisé par Anatole Litvak, sorti en 1959.

## Synopsis
« Cette histoire se déroule entre Budapest, capitale de la Hongrie, et la frontière austro-hongroise, où le film a réellement été tourné. L'action se situe en novembre 1956, durant les tragiques journées de l'insurrection hongroise. »

— Prologue du film,.
Lors de l'insurrection de Budapest et de la répression soviétique qui s'ensuivit, plusieurs étrangers, dont des Américains, des Britanniques et des Français, sont immobilisés à l'aéroport de Budapest, car tous les vols sont suspendus et l'aérogare doit être évacuée. On leur annonce qu'ils vont être conduits en autocar en Autriche. Lorsque leur véhicule arrive au village frontalier hongrois de Mosan, des soldats de l'armée soviétique l'empêchent de passer en Autriche, car ils établissent un poste-frontière de contrôle sous les ordres du commandant Surov. Parmi les voyageurs, Surov remarque la séduisante lady Diana Ashmore, accompagnée de son compagnon qui prétend être un Britannique nommé « Henry Fleming », mais dont l'identité éveille les soupçons du commandant (il s'agit en fait de Paul Kedes, un dissident hongrois blessé et en fuite). Il n'en faut pas plus à celui-ci pour assigner les voyageurs à résidence dans une auberge afin de procéder à une vérification approfondie de leurs passeports. Il n'échappe pas aux hôtes forcés du commandant Surov que celui-ci s'est épris de Diana. S'ensuivent différentes péripéties, notamment la tentative de fuite en barque de Diana et Paul, réduite à néant par Surov. Ce n'est que lorsque Diana répond à son étreinte, révélant qu'elle est aussi attirée par lui, qu'il décide de conduire les voyageurs à la frontière autrichienne, enfreignant ainsi les ordres de ses supérieurs. Il ne survivra d'ailleurs pas longtemps, car dès que Diana et Paul ont franchi la frontière, alors qu'il reste seul dans sa jeep, il est abattu par un groupe de partisans hongrois à ses trousses depuis le début.

## Fiche technique
- Titre original : The Journey
- Titre français : Le Voyage
- Réalisation : Anatole Litvak
- Réalisation seconde équipe : Noël Howard
- Scénario : George Tabori
- Direction artistique : Isabella et Werner Schlichting
- Costumes : René Hubert
- Photographie : Jack Hildyard
- Son : Kurt Schwarz, John Cox
- Montage : Dorothy Spencer
- Musique : Georges Auric
- Musique additionnelle : Michel Michelet
- Producteur : Anatole Litvak
- Société de production : Alby Pictures (États-Unis)
- Sociétés de distribution : Paramount Pictures[1] (France), MGM (distributeur d'origine, Allemagne, États-Unis, France, Royaume-Uni...)
- Pays d’origine :  États-Unis
- Langues originales : anglais, russe
- Format : 35 mm — couleur (Metrocolor) — 1.85:1 — monophonique
- Genre : Film dramatique
- Durée : 127 minutes[1]
- Dates de sortie : 
  -  19 février 1959
  -  1er avril 1959[1]
- (fr) Classification et visa CNC : mention « tous publics », visa d'exploitation no 21806 délivré le 13 avril 1959

## Distribution
- Deborah Kerr (VF : Jacqueline Porel) : Diana Ashmore
- Yul Brynner (VF : Lui-même) : le commandant Surov
- Jason Robards (VF : René Arrieu) : Paul Kedes
- Robert Morley (VF : Louis Arbessier) : Hugh Deverill
- E. G. Marshall (VF : Duncan Elliott) : Harold Rhinelander
- Anne Jackson : Margie Rhinelander
- Ron Howard : le petit Billy Rhinelander
- Gérard Oury : Teklel Hafouli
- Marie Daëms : Françoise Hafouli
- Maurice Sarfati : Jacques Fabbry
- Anouk Aimée : Eva, une partisane hongroise

## Production

### Casting
C'est la première apparition de Jason Robards dans un long métrage (jusque-là, il avait joué dans un court métrage et des séries télévisées).
C'est la première accréditation du petit Ron Howard dans un film, car, âgé d'à peine deux ans, il était déjà apparu auprès de son père Rance Howard dans le western Frontier Woman (Peaux Rouges à la frontière) de Ron Ormond (en) (1956).
En août 1957, c'est Ingrid Bergman qui était pressentie pour le rôle de « Diana Ashmore » finalement échu à Deborah Kerr.

### Tournage
Le film a été tourné de mi-mars à fin juin 1958. Les extérieurs ont été tournés du côté autrichien de la frontière austro-hongroise, et les intérieurs aux Wien-Film Studios et Rosenhügel-Filmstudios, en Autriche.
Dans un article de février 1959 du magazine Variety, Anatole Litvak révélait que le gouvernement soviétique avait (officieusement) essayé de faire pression sur le gouvernement autrichien pour empêcher la production du film,.

## Accueil
Anatole Litvak a mentionné que son film avait essuyé de sévères critiques de la part de la presse soviétique,.

## Nomination
Festival international du film de Mar del Plata 1959 : Anatole Litvak nommé pour le prix du meilleur film.